# Rue Carnot (Noisy-le-Sec)
Pour les articles homonymes, voir Rue Carnot.
La rue Carnot est une voie de la commune française de Noisy-le-Sec .

## Situation et accès

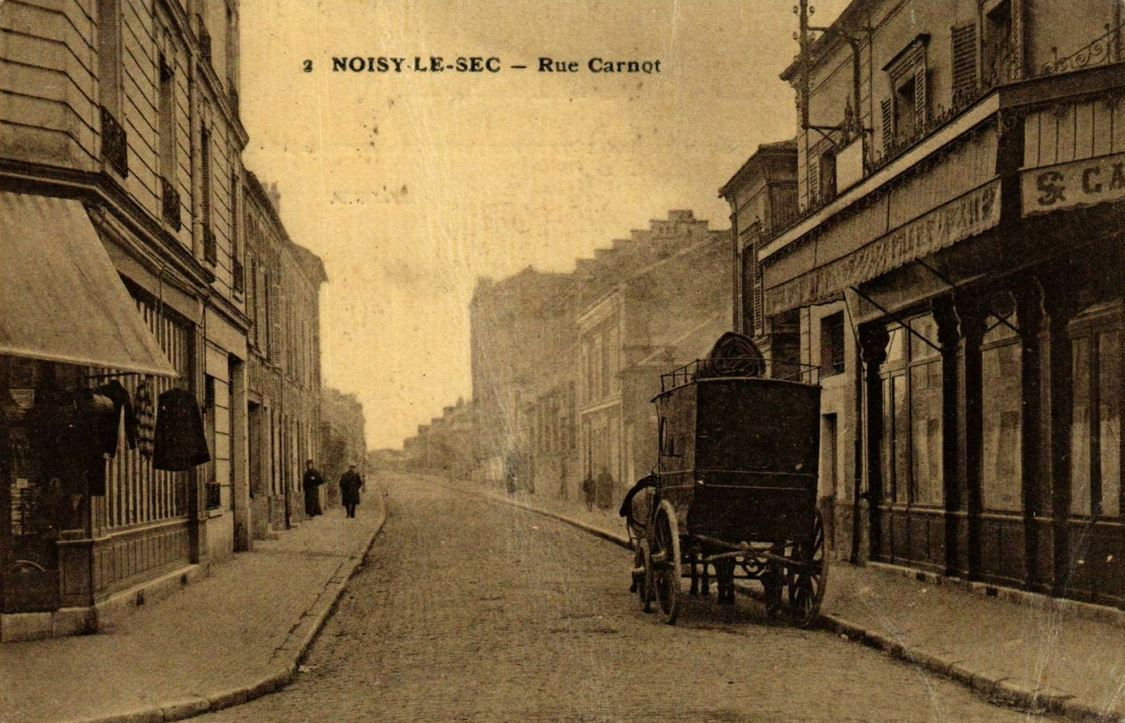
Noisy-le-Sec, rue Carnot

Partant de la rue Jean-Jaurès, côté ouest, cette rue croise d'abord le boulevard Michelet, avant de se terminer à l'avenue Marceau.

## Origine du nom

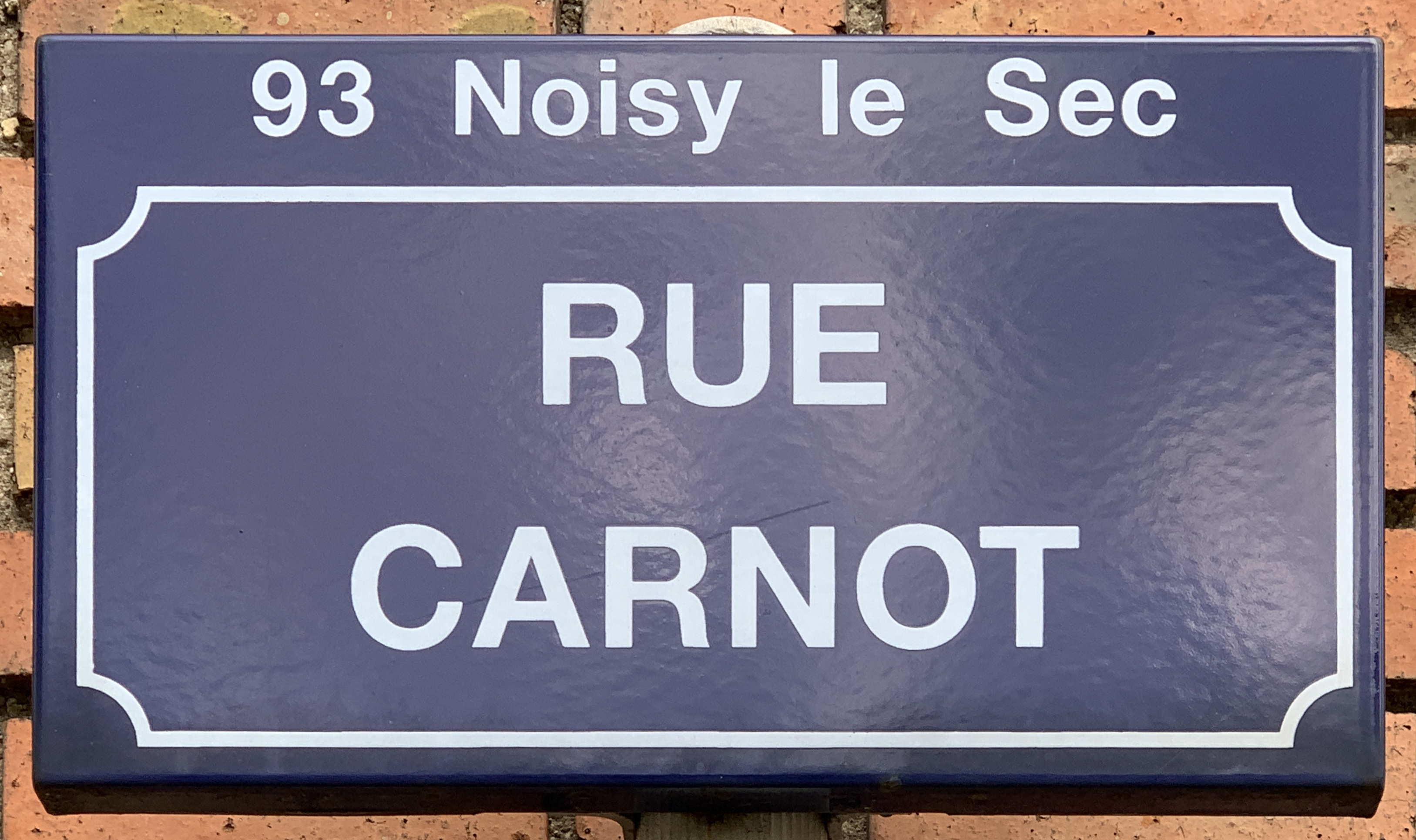
Plaque de la rue.

La rue Carnot a été créée en 1889, année suivant la visite de la ville le 10 septembre 1888 par Sadi Carnot, président de la République, et fut nommée en son honneur.

## Historique

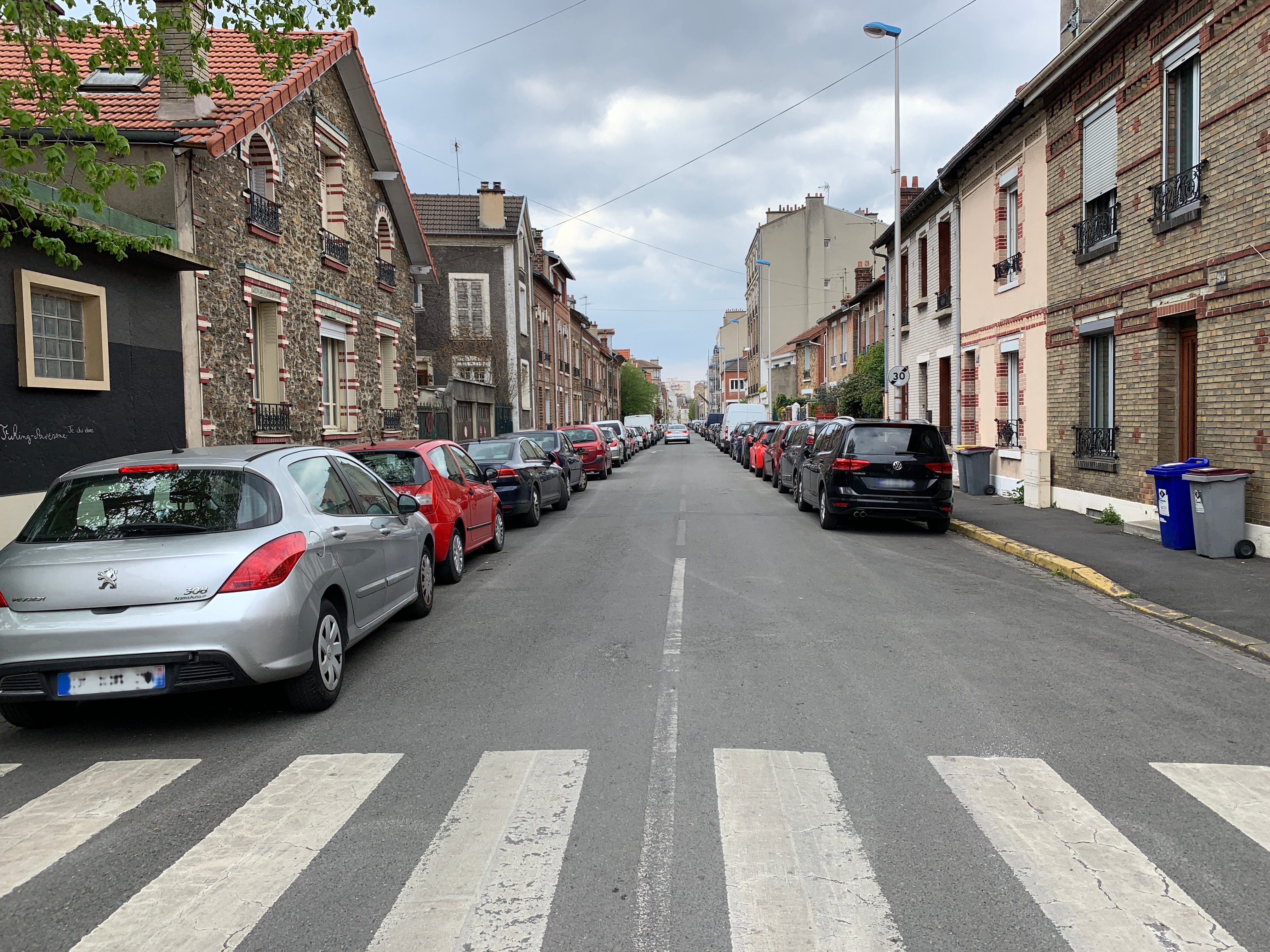
La rue en avril 2021.

À la fin des années 1880, la venue de milliers d'ouvriers, due au déplacement des ateliers de la Compagnie des chemins de fer de l’Est de la Villette à Noisy-le-Sec, exigea la construction de logements destinés à les loger. La rue Carnot et le boulevard Gambetta sont issus de cet effort, ainsi que l'école Carnot, toujours présente
.

## Bâtiments remarquables et lieux de mémoire
- Square Arnaud-Beltrame, autrefois square Carnot, renommé en hommage à Arnaud Beltrame, officier supérieur de gendarmerie français, tué au cours de l’attaque terroriste du 23 mars 2018 à Trèbes, après s’être offert comme otage[4].